# Телевизия 24 (Северна Македония)
Телевизия 24 (на македонска литературна норма: Телевизија 24) е телевизионен канал в Северна Македония.

## История
Телевизията стартира на 15 декември 2010 г., като 24 Вести. От 30 януари 2017 г. телевизията се преименува на Телевизия 24.